# Rutilia scutellata
Rutilia scutellata là một loài ruồi trong họ Tachinidae.